# ماندغان
ماندغان هي قرية في مقاطعة سميرم، إيران. يقدر عدد سكانها بـ 830 نسمة بحسب إحصاء 2016.